# Johannes Baptista Montanus
Johannes Baptista Montanus, född 1498 i Verona, Italien, död 6 maj 1551 i Padua, med det italienska namnet Giovanni Battista Monte, eller Gian Battista da Monte, var en ledande humanistisk läkare i Italien.

## Biografi
Montanus blev nära vän till anatomen Andreas Vesalius. Han introducerade obduktion som ett sätt att skaffa anatomiska data och etablerade den första permanenta anatomiska teatern, där Vesalius, Gabriele Falloppio, Hieronymus Fabricius och andra bedrev studier.
Han arbetade för återupplivandet av grekiska medicinska texter och praxis, som producerade nyutgåvor av skrifter av Galenus i Pergamon liksom av islaminfluerade medicinska skrifter av Rhazes och Avicenna. Han var själv medicinsk författare och betraktades som en andra Galenus.
Montanus blev professor i praktisk medicin i Ferrara och vid universitetet i Padua 1539. Hans största innovation var att införa klinisk medicin i läroplanen som ett sätt att integrera medicinsk teori och praktik. Bland hans studenter fanns John Caius, en av de mest framstående läkarna under 1500-talet och rättsläkare hos Edward VI, och Valen Lublinus. Lublinus var en av flera före detta studenter som drog uppmärksamhet till sin lärares metoder genom att publicera hans föreläsningar och anteckningar efter dennes död. Det nya området klinisk medicin började sedan att locka studenter från norra Europa.
År 1545 medverkade Montanus till att etablera den första botaniska trädgården i Padua där han dog 1551.